# Tempelsteuer
Als Tempelsteuer (hebräisch מחצית השקל) wird die jährliche Abgabe bezeichnet, die jeder männliche Israelit (auch in der Diaspora) ab dem 20. Lebensjahr bezahlen musste. Damit war die Zugehörigkeit zum jüdischen Glauben offiziell bekundet. Für Juden in der Diaspora stellte die Tempelsteuer die wichtigste Möglichkeit dar, ihre Identität und Zugehörigkeit zum Judentum und die Unterstützung des Judentums auszudrücken.
Die Tempelsteuer diente zum Unterhalt des öffentlichen Kultes am Jerusalemer Tempel. Sie wurde in der Diaspora zu verschiedenen Zeiten gesammelt und dann i. d. R. einmal jährlich an den Tempel in Jerusalem geschickt. Ursprünglich musste ein Drittel Schekel (Neh 10,33 ) bezahlt werden, in neutestamentlicher Zeit lag die Steuer bei einem halben tyrischen Schekel bzw. einer Doppeldrachme (Ex 38,26 ).

## Bis zur Zerstörung des Tempels
Zumindest seit der spät-hellenistischen Zeit wurde die Tempelsteuer erhoben und es ist belegt, dass die Juden sowohl in Palästina als auch in der Diaspora die Tempelsteuer bezahlten. Der früheste Beleg, dass die Tempelsteuer auch in der Diaspora gesammelt wurde, ist die Plünderung von 800 Talenten durch Mithridates im Jahre 88 v. Chr. Diese Summe war von den Juden in Kleinasien gesammelt worden und sollte nach Jerusalem verschifft werden.
Obwohl der römische Senat die Ausfuhr von Gold und Silber aus dem römischen Reich ausdrücklich verboten hatte, waren die Juden davon ausgenommen. Im Jahre 62 v. Chr. erließ aber z. B. der Statthalter der Provinz Asia, Lucius Valerius Flaccus, ein Edikt, das den Juden verbot, die in seiner Provinz gesammelte Tempelsteuer nach Jerusalem zu senden. Darüber hinaus ließ er die Tempelsteuer beschlagnahmen, die in vier Städten gesammelt worden war. Er scheint unter den Römern jedoch eine Ausnahme gewesen zu sein, denn ansonsten gewährten die Römer den Juden weitreichende Toleranz, was ihre Religion betrifft. Caesar und Augustus bekräftigten die römische Toleranz, indem sie die jüdische Religion als religio licita, als offiziell erlaubte Religion anerkannten.
Darüber hinaus gewährten Caesar und Augustus den Juden weitere Privilegien und dies zusammen mit dem Vorrecht, die Tempelsteuer einsammeln zu dürfen, führte wohl zu Verärgerung und Feindseligkeit bei den Griechen. Lokale griechische Behörden im Osten des römischen Reiches untersagten den Juden zu verschiedenen Zeiten den Transport nach Jerusalem und die Tempelsteuer scheint einer der Hauptstreitpunkte zwischen Griechen und Juden gewesen zu sein. Gaius Norbanus Flaccus, Prokonsul der Provinz Asia sandte z. B. einen Brief an den Magistrat von Ephesus und teilte diesem darin den Befehl Octavians mit, dass die Juden nicht an der Abführung der Tempelsteuer nach Jerusalem gehindert werden dürften.

## Geldwechsel
Bei der Entrichtung der Tempelsteuer wurden nur Tyrische Schekel akzeptiert, wie der Traktat Scheqalim der Mischna es beschreibt. Dadurch wurden Geldwechsler am (bzw. im) Tempel notwendig, welche den Umtausch von ausländischen Währungen bzw. das Wechseln von großen Nominalen durchführten.

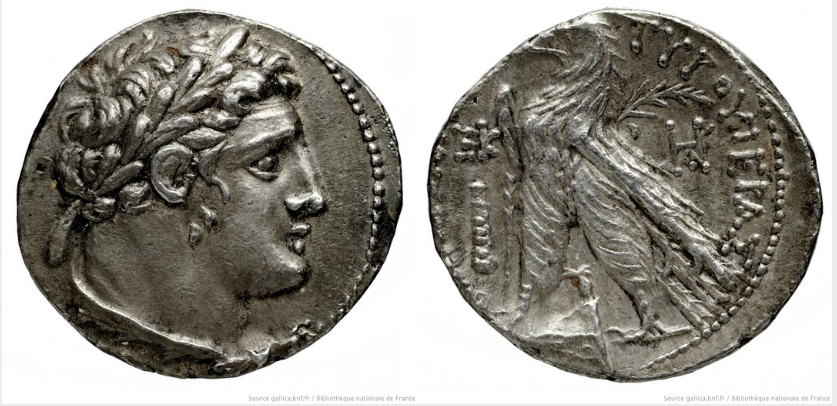
Ein silberner Halbschekel, der um 102 bis 101 v. Chr. in der phönizischen Stadt Tyrus geprägt wurde, zweieinhalb Jahrzehnte, nachdem sie ihre Unabhängigkeit vom schwindenden Seleukidenreich wiedererlangt hatte.

Wollte ein Mann seine Tempelsteuer z. B. mit einem ganzen Schekel bezahlen, so betrug die Wechselgebühr 2 Kalbonot, wovon der Geldwechsler 1 Kalbon erhielt und der Tempel den anderen. 2 Kalbonot entsprachen 11 Prutot, und 256 Prutot entsprachen 1 Schekel. Der Gläubige musste also für den Geldwechsel eine Gebühr von 4,3 % zahlen. Die Gebühr wurde aber auch fällig, wenn zwei Männer die Tempelsteuer für sich zusammen mit einem ganzen Schekel zahlen wollten. Es ist aber umstritten, ob sie in diesem Fall die volle oder nur die halbe Gebühr zahlen mussten.
Die Geldwechsler, die für die Tempelsteuer im Jerusalemer Tempel tätig waren, hielten sich in einem speziellen Bereich des Tempels auf, der als „Vorhof der Heiden“ (auch „Außenhof der Polytheisten“, hebräisch הַחֻצֵּר Ha-Chutzer) bezeichnet wurde und im westlichen Bereich des Tempels lag.

## Neues Testament
Das Neue Testament erzählt in Mt 17,24-27 , dass auch Jesus die Tempelsteuer für sich und Petrus in Höhe einer Tetradrachme bezahlte, dem Bericht zufolge um keinen Anstoß zu erregen. Der bei Matthäus wiedergegebene Dialog zwischen Jesus und Petrus wird z. T. dahin interpretiert, dass Jesus es seinen Anhängern freistellte, die Tempelsteuer zu zahlen, der Evangelist sie jedenfalls nicht an die Pflicht zur Entrichtung der Steuer gebunden sah (Also sind die Söhne frei, Mt 17,26 ). Diese Episode wird meist in den Kontext der Trennung der frühen christlichen Gemeinde von der jüdischen Gemeinschaft eingeordnet, manchmal aber auch als Akt der Solidarität christlicher Gruppierungen mit dem Judentum nach der Umwandlung der Tempelsteuer in eine römische Abgabe interpretiert.

## Nach der Zerstörung des Tempels
Nach der Zerstörung des Tempels in Jerusalem 70 n. Chr. mussten Juden im Römischen Reich ab einem Alter von drei Jahren anstelle der Tempelsteuer den Fiscus Judaicus in Höhe von zwei Denaren an die römische Staatskasse zahlen.